# Équipe de Nouvelle-Zélande de football à la Coupe du monde 1982
L'équipe de Nouvelle-Zélande de football à la Coupe du monde 1982 dispute pour la première fois une phase finale de la compétition mondiale.
Dirigée par l'Anglais John Adshead, l'équipe de Nouvelle-Zélande bat plusieurs records lors des tours préliminaires : elle dispute 15 rencontres, parcourt 88 000 km, inscrit 44 buts et sa victoire treize buts à zéro contre les Fidji est la plus large de l'histoire de la Coupe du monde. Autre record, le capitaine Steve Sumner marque six buts dans cette rencontre. Enfin, le gardien Richard Wilson n'encaisse pas de buts pendant 921 minutes.
En Nouvelle-Zélande où le sport roi est le rugby à XV, le football et les « All Whites », surnom acquis durant les éliminatoires, éclipsent à cette période les « All Blacks » très critiqués après la tournée de l'Afrique du Sud dans le pays.
Lors du tournoi final, disputé en Espagne, la sélection est placée dans le groupe 6 avec, face à elle, le Brésil, l'URSS et l’Écosse. Elle quitte le Mondial au premier tour avec trois défaites en trois matchs, deux buts inscrits pour douze concédés.

## Qualifications

### Tour préliminaire
La Nouvelle-Zélande débute les éliminatoires lors de la Journée de l'ANZAC en accueillant l'Australie, le favori du groupe, au Mount Smart Stadium. Menée trois buts à deux jusqu'à la 80e minute, l'équipe égalise par l’intermédiaire de l’attaquant et capitaine Steve Sumner. Le sélectionneur John Adshead déclare à la suite de la rencontre qu'il n'avait jamais vu une équipe australienne aussi faible.
La sélection enchaîne alors trois déplacements. La première rencontre se conclut sur une victoire facile à l'extérieur face aux Fidji, quatre buts à zéro dont un triplé de Brian Turner. Elle subit ensuite une contre-performance en n'obtenant que le match nul, sur un score nul et vierge, face au Taipei chinois. Lors de ce match, la sélection évolue pour la première fois complètement en blanc et les médias néo-zélandais la surnomme alors les « All Whites » en oppositions aux All Blacks. Elle termine ensuite sur une victoire en Indonésie sur le score de deux buts à zéro.
La Nouvelle-Zélande débute les matchs retour, le 16 mai 1981, en se rendant chez les Australiens qui n'ont perdu aucune rencontre sur leur terrain en 35 matchs de qualification. Les « Kiwis » créent la surprise en ouvrant le score par l’intermédiaire de Steve Wooddin à la 29e minute de la rencontre, puis, le meilleur joueur du match, Grant Turner, inscrit le deuxième but de la victoire, deux buts à zéro, sur une tête à la 81e minute. Sur la lancée de ce résultat, les Néo-Zélandais remportent leurs trois dernières rencontres en n'encaissant aucun but. Ils battent ainsi les Fidji sur le score de treize buts à zéro, dont six buts du capitaine Steven Sumner. Cette victoire est la plus large de l'histoire de la Coupe du monde devant la victoire 12 buts à zéro des Allemands de l'Ouest face à Chypre en 1969. Les Néo-Zélandais terminent ce tour de qualification avec 31 buts inscrits pour seulement trois encaissés.
| Rang | Équipe           | Pts | J | G | N | P | Bp | Bc | Diff |  | Résultats (▼ dom., ► ext.) |     |     |     |     |      |
| ---- | ---------------- | --- | - | - | - | - | -- | -- | ---- |  | -------------------------- | --- | --- | --- | --- | ---- |
| 1    | Nouvelle-Zélande | 14  | 8 | 6 | 2 | 0 | 31 | 3  | +28  |  | Nouvelle-Zélande           |     | 3-3 | 5-0 | 2-0 | 13-0 |
| 2    | Australie        | 10  | 8 | 4 | 2 | 2 | 22 | 9  | +13  |  | Australie                  | 0-2 |     | 2-0 | 3-2 | 10-0 |
| 3    | Indonésie        | 6   | 8 | 2 | 2 | 4 | 5  | 14 | -9   |  | Indonésie                  | 0-2 | 1-0 |     | 1-0 | 3-3  |
| 4    | Taipei chinois   | 5   | 8 | 1 | 3 | 4 | 5  | 8  | -3   |  | Taipei chinois             | 0-0 | 0-0 | 2-0 |     | 0-0  |
| 5    | Fidji            | 5   | 8 | 1 | 3 | 4 | 6  | 35 | -29  |  | Fidji                      | 0-4 | 1-4 | 0-0 | 2-1 |      |

### Tour final
Les quatre vainqueurs des groupes composant la zone Asie-Océanie se disputent le tour final sous forme d'un championnat en matchs aller-retour, les deux premiers étant qualifiés pour la phase finale en Espagne. La Nouvelle-Zélande se retrouve opposée à l'Arabie saoudite, le Koweït et la Chine.
Les « Kiwis » débutent ce tour final, le 24 septembre 1981, en se rendant au Stade des ouvriers de Pékin pour affronter la Chine. Devant 63 000 spectateurs et cent millions de téléspectateurs, les deux équipes se séparent sur un match nul sans buts. Les deux équipes se retrouvent une semaine plus tard à Auckland et les Kiwis s'imposent sur le score d'un but à zéro au Mount Smart Stadium. C'est le neuvième match des éliminatoires où le gardien Richard Wilson n'encaisse pas de but ce qui constitue un record.
Les Néo-Zélandais accueillent ensuite les Koweïtiens le 10 octobre et, ouvrent le score en première mi-temps par l'intermédiaire de Steve Wooddin. Deux pénaltys sont ensuite accordés aux visiteurs par l'arbitre indonésien Hardjowasito Sudarso pour des fautes de main dans la surface de réparation ce qui provoque une réaction houleuse du public. Un jeune spectateur entre ainsi sur le terrain pour arroser l'arbitre avec une boisson gazeuse. Les « Kiwis » s'inclinent finalement sur le score de deux buts à un et la Fédération de Nouvelle-Zélande de football est condamnée à une amende à la suite de cette invasion du terrain. Après cette défaite, les Néo-Zélandais connaissent une nouvelle désillusion en concédant un match nul deux buts partout face à l'Arabie Saoudite. Menés jusqu'à la 87e minute, les Néo-Zélandais égalisent par l'intermédiaire de leur défenseur Ricki Herbert.
Wynton Rufer, seul professionnel de la sélection, rejoint le groupe en décembre pour les deux derniers matchs du tour final. Les Néo-Zélandais se rendent, le 14 décembre, au Koweït, déjà qualifié pour la Coupe du monde après sa victoire sur la Chine un but à zéro quinze jours plus tôt. Les « Kiwis » mènent deux buts à un jusqu'à la dernière minute de la rencontre mais doivent finalement concéder le match nul et restent à deux points des Chinois avec une différence de but défavorable de cinq buts. Ils se rendent ensuite, sans pression, en Arabie Saoudite pour disputer le dernier match du tour final. Le sélectionneur John Adshead demande à ses joueurs « de jouer avec dignité, pour pouvoir rentrer au pays la tête haute ». Les All Whites inscrivent rapidement deux buts grâce à Wynton Rufer et Brian Turner sur des Saoudiens démobilisés, puis mènent quatre buts à zéro à la quarantième minute de jeu à la suite de deux nouveaux buts inscrits de nouveau par Rufer. Brian Turner inscrit juste avant la mi-temps un pénalty qui permet aux Néo-Zélandais de revenir à la hauteur des Chinois. En seconde mi-temps, les « Kiwis » ne parviennent pas à inscrire un nouveau but qui les qualifieraient automatiquement malgré de nombreuses occasions.
La Nouvelle-Zélande et la Chine terminent avec le même nombre de points et la même différence de buts. Pour déterminer le deuxième du tour final, ces pays doivent donc jouer un match d'appui sur terrain neutre. Initialement prévue à Kuala Lumpur, les Néo-Zélandais dénoncent le choix de la Malaisie pour accueillir la rencontre, les Chinois ayant déjà joué dans ce stade lors de la compétition. Les Néo-Zélandais proposent de jouer la rencontre à Melbourne, ce que refuse les Chinois et c'est finalement au Stade national de Singapour que la rencontre a lieu le 10 janvier 1982. Devant 60 000 spectateurs, majoritairement des supporteurs chinois, les Kiwis dominent la rencontre et se qualifient pour la Coupe du monde en l'emportant sur le score de deux buts à un.
Les Néo-Zélandais terminent ces éliminatoires en ayant disputé le plus de rencontres de toutes les équipes qualifiées (15), parcouru le plus de kilomètres, environ 88 000 et inscrit le plus de buts (44). Le sélectionneur John Adshead utilise 20 joueurs pour disputer les qualifications, cinq d'entre eux, Richard Wilson, Bobby Almond, Ricki Herbert, Steve Sumner et Duncan Cole jouent les quinze rencontres. Leur qualification historique permet au football de dépasser pour la première fois le rugby en Nouvelle-Zélande dans la presse.
| Rang | Équipe           | Pts | J | G | N | P | Bp | Bc | Diff |  | Résultats (▼ dom., ► ext.) |     |     |     |     |
| ---- | ---------------- | --- | - | - | - | - | -- | -- | ---- |  | -------------------------- | --- | --- | --- | --- |
| 1    | Koweït           | 9   | 6 | 4 | 1 | 1 | 8  | 6  | +2   |  | Koweït                     |     | 2-2 | 1-0 | 2-0 |
| 2    | Nouvelle-Zélande | 7   | 6 | 2 | 3 | 1 | 11 | 6  | +5   |  | Nouvelle-Zélande           | 1-2 |     | 1-0 | 2-2 |
| 3    | Chine            | 7   | 6 | 3 | 1 | 2 | 9  | 4  | +5   |  | Chine                      | 3-0 | 0-0 |     | 2-0 |
| 4    | Arabie saoudite  | 1   | 6 | 0 | 1 | 5 | 4  | 16 | -12  |  | Arabie saoudite            | 0-1 | 0-5 | 2-4 |     |

## Matchs amicaux de préparation
| Rencontre                        | Rés. |
| -------------------------------- | ---- |
| Nouvelle-Zélande- Hongrie        | 1-2  |
| Nouvelle-Zélande- Hongrie        | 1-2  |
| Nouvelle-Zélande-Ligue d'Irlande | 1-0  |
| Nouvelle-Zélande-Ligue d'Irlande | 1-0  |
| Nouvelle-Zélande-Ligue d'Irlande | 0-0  |
| Nouvelle-Zélande-Ligue d'Irlande | 1-2  |
| Nouvelle-Zélande-Ligue d'Irlande | 1-0  |
| Nouvelle-Zélande-Watford FC      | 0-1  |
| Nouvelle-Zélande-Watford FC      | 1-1  |
| Nouvelle-Zélande-Watford FC      | 0-2  |

Placés dans le groupe six lors du tirage au sort de la Coupe du monde en compagnie du Brésil, de l'Union soviétique et de l'Écosse, les Néo-Zélandais préparent la Coupe du monde en disputant tout d'abord deux matchs amicaux face à la Hongrie en février 1982 qui joue sans ses cinq meilleurs joueurs, les Océaniens s'inclinent deux buts à un lors des deux rencontres,.
À la recherche de matchs amicaux de préparation avant de partir pour l'Espagne, l'équipe de Nouvelle-Zélande échoue à faire venir le club anglais de Manchester City en raison des demandes financières du club. En mars, la sélection reçoit le soutien du chanteur Elton John, également président du club de deuxième division anglaise du Watford FC, qui réalise une série de concerts dans le pays. Il annonce que son club viendra en mai disputer une tournée contre les Néo-Zélandais. Un autre série de matchs est également prévue face à la Ligue d'Irlande, équipe ne comprenant que des joueurs évoluant en championnat d'Irlande.
Les « Kiwis » effectuent leur premier match de préparation, le 8 mai, face à la Ligue d'Irlande au Mount Smart Stadium. Dans un match terne rendu difficile par la pelouse humide, les Néo-Zélandais l'emportent un but à zéro, grâce à Grant Turner bien lancé par Steve Wooddin. Lors de la seconde rencontre disputée à Rotorua le lendemain, les Néo-Zélandais s'imposent de nouveau un but à zéro grâce à une réalisation de Wynton Rufer puis, lors du troisième match en cinq jours, joué à Gisborne, les deux équipes se séparent sur un match nul sans buts, Wynton Rufer ayant la meilleure occasion de la rencontre en voyant son tir renvoyé par la barre en deuxième période. Le 16 mai, à Dunedin, les Néo-Zélandais s'inclinent deux buts à un face aux Irlandais. Menés deux buts à zéro à la mi-temps, ils réduisent l'écart sur pénalty grâce à Billy McClure. Ils remportent ensuite, le 19 mai, le dernier match de la série à Invercargill sur le score d'un but à zéro. Le but est de nouveau inscrit par Wynton Rufer à la suite d'un coup franc qui passe entre les jambes du gardien irlandais à cause d'un rebond sur le terrain humide.
La préparation continue avec trois rencontres, disputées du 23 mai au 29 mai, face à Watford FC, vice-champion de division 2 anglaise. Lors de la première rencontre disputée au Queen Elizabeth II Park de Christchurch devant 16 000 spectateurs, les Anglais dominent largement mais ne s'imposent qu'un but à zéro grâce à une réalisation de John Barnes. Les deux meilleurs joueurs néo-zélandais sont le gardien Frank van Hattum, qui sauve son équipe à de nombreuses reprises, et Allan Boath qui parvient à maitriser les offensives de Luther Blissett. Lors de la seconde rencontre disputée à l'Athletic Park de Wellington, les Néo-Zélandais ouvrent le score par l'intermédiaire de Steve Wooddin mais concèdent ensuite le match nul. Luther Blissett égalise sur pénalty à la suite d'une faute de la main de Bobby Almond. Les Néo-Zélandais, lors ce match, gênent les professionnels anglais en exerçant un pressing constant au milieu de terrain et en procédant par contre-attaques. Lors de la troisième et dernière rencontre en une semaine, au Mount Smart Stadium, les Anglais dominent la rencontre et s'imposent de nouveau sur le score de deux buts à zéro grâce à un doublé de Luther Blissett.

### Joueurs et encadrement
Le sélectionneur John Adshead retient 19 des 20 joueurs ayant disputé des rencontres des éliminatoires de la Coupe du monde ainsi que Frank van Hattum et Kenny Cresswell qui étaient dans le groupe mais n'avaient pas fait d'apparition sur le terrain. Seul absent parmi les joueurs ayant joué les éliminatoires, le milieu de terrain Clive Campbell (en) qui avait disputé sept rencontres.

## Phase finale

### Premier tour

#### Groupe 6
Les Néo-Zélandais rejoignent l'Espagne le 6 juin et résident pour la durée de la compétition dans un hôtel de Marbella. Ils arrivent en Europe avec trois joueurs revenant de blessures, les attaquants Steve Wooddin et Steve Sumner et le défenseur Allan Boath. Pour préparer leur entrée en compétition, les joueurs disputent deux séances d'entraînement quotidiennes et, lors d'une d'elles, le 12 juin, face aux joueurs de troisième division espagnole d'Atlético Renamiel, Grant Turner se blesse gravement à la cheville. Il doit déclarer forfait pour les rencontres de groupe et les capacités offensives de la sélection se retrouvent ainsi amoindries.
Pour le match de la première journée face à l'Écosse au Stade La Rosaleda de Malaga, John Adshead titularise dans les buts Frank van Hattum à la place de Richard Wilson et laisse Brian Turner sur le banc des remplaçants. Kenny Cresswell est l'auteur du premier tir du match mais les Néo-Zélandais fébriles en défense et ratant de nombreuses balles de contre-attaque, se retrouvent rapidement menés trois buts à zéro par les Écossais dirigés par Gordon Strachan. Les « Kiwis » profitent cependant d'une baisse de régime de leurs adversaires en début de seconde mi-temps pour revenir à trois buts à deux à la 65e minute grâce à des réalisations de Steve Sumner et Steve Wooddin. Les Écossais reprennent ensuite la maitrise du jeu et s'imposent finalement cinq buts à deux, Graeme Souness voyant un de ses tirs repoussé par le poteau.
La Nouvelle-Zélande s'incline ensuite face à l'URSS puis le Brésil. Elle termine 23e nation sur les 24 engagées dans la compétition.
| Classement final |                  |     |   |   |   |   |    |    |      |
|                  | Équipe           | Pts | J | G | N | P | BP | BC | Diff |
| 1                | Brésil           | 6   | 3 | 3 | 0 | 0 | 10 | 2  | +8   |
| 2                | Union soviétique | 3   | 3 | 1 | 1 | 1 | 6  | 4  | +2   |
| 3                | Écosse           | 3   | 3 | 1 | 1 | 1 | 8  | 8  | 0    |
| 4                | Nouvelle-Zélande | 0   | 3 | 0 | 0 | 3 | 2  | 12 | -10  |

| 14 juin | Brésil           | 2 | 1 | Union soviétique |
| 15 juin | Écosse           | 5 | 2 | Nouvelle-Zélande |
| 18 juin | Brésil           | 4 | 1 | Écosse           |
| 19 juin | Union soviétique | 3 | 0 | Nouvelle-Zélande |
| 22 juin | Union soviétique | 2 | 2 | Écosse           |
| 23 juin | Brésil           | 4 | 0 | Nouvelle-Zélande |